# Macky Bagnack
Macky Frank Bagnack Mouegni (Yaundé, Camerún, 7 de junio de 1995) es un futbolista camerunés que juega como defensa en el F. K. TSC.

## Trayectoria

### F. C. Barcelona
Bagnack fue descubierto por los ojeadores del Fútbol Club Barcelona mientras participaba en un torneo juvenil sub-12, todo gracias a la fundación de Samuel Eto'o, por lo que fue fichado por el club catalán junto a su compatriota Jean Marie Dongou en 2008. A finales de 2010, se rompió la pierna durante un partido amistoso en Brasil contra Cruzeiro, debiendo estar de baja por medio año. Recién en julio de 2011 realizó su regreso a los cadetes, con quienes participó en la NextGen Series 2011-12, en la que los azulgranas llegaron a los cuartos de final. Luego se incorpora con el Juvenil A donde se impulsa su nivel llevándolo a debutar en la Segunda División de España el 8 de septiembre de 2012, durante la victoria por 1-0 frente al C. D. Guadalajara, entrando en los últimos 15 minutos. Tras sus buenas participaciones con los juveniles, logró instalarse en el equipo filial de manera definitiva.

## Selección nacional
Macky Bagnack fue convocado por primera vez por el seleccionador de Camerún Volker Finke para jugar un partido ante Túnez el 13 de octubre de 2013. En diciembre de 2014, fue incluido en la lista de su país para disputar la Copa Africana de Naciones 2015, llevada a cabo en Guinea Ecuatorial.

## Estadísticas

### Clubes
| Club                                  | Div.          | Temporada     | Liga  | Liga  | Copas nacionales | Copas nacionales | Copas internacionales | Copas internacionales | Total | Total |
| Club                                  | Div.          | Temporada     | Part. | Goles | Part.            | Goles            | Part.                 | Goles                 | Part. | Goles |
| ------------------------------------- | ------------- | ------------- | ----- | ----- | ---------------- | ---------------- | --------------------- | --------------------- | ----- | ----- |
| F. C. Barcelona "B" · España          | 2.ª           | 2012-13       | 1     | 0     | —                | —                | —                     | —                     | 1     | 0     |
| F. C. Barcelona "B" · España          | 2.ª           | 2013-14       | 24    | 1     | —                | —                | —                     | —                     | 24    | 1     |
| F. C. Barcelona "B" · España          | 2.ª           | 2014-15       | 18    | 0     | —                | —                | —                     | —                     | 18    | 0     |
| F. C. Barcelona "B" · España          | 2.ª B         | 2015-16       | 0     | 0     | —                | —                | —                     | —                     | 0     | 0     |
| F. C. Barcelona "B" · España          | Total club    | Total club    | 43    | 1     | —                | —                | —                     | —                     | 43    | 1     |
| F. C. Nantes "II" Francia             | 4.ª           | 2015-16       | 7     | 0     | —                | —                | —                     | —                     | 7     | 0     |
| F. C. Nantes "II" Francia             | 4.ª           | 2016-17       | 1     | 0     | —                | —                | —                     | —                     | 1     | 0     |
| F. C. Nantes "II" Francia             | Total club    | Total club    | 8     | 0     | —                | —                | —                     | —                     | 8     | 0     |
| Real Zaragoza · España                | 2.ª           | 2016-17       | 7     | 0     | 1                | 0                | —                     | —                     | 8     | 0     |
| Real Zaragoza · España                | Total club    | Total club    | 7     | 0     | 1                | 0                | —                     | —                     | 8     | 0     |
| F. C. Admira Wacker Mödling · Austria | 1.ª           | 2017-18       | 1     | 0     | —                | —                | —                     | —                     | 1     | 0     |
| F. C. Admira Wacker Mödling · Austria | Total club    | Total club    | 1     | 0     | —                | —                | —                     | —                     | 1     | 0     |
| N. K. Olimpija Ljubljana Eslovenia    | 1.ª           | 2018-19       | 23    | 1     | 4                | 0                | 5                     | 0                     | 32    | 1     |
| N. K. Olimpija Ljubljana Eslovenia    | 1.ª           | 2019-20       | 25    | 1     | 1                | 0                | 4                     | 0                     | 30    | 1     |
| N. K. Olimpija Ljubljana Eslovenia    | Total club    | Total club    | 48    | 2     | 5                | 0                | 9                     | 0                     | 62    | 2     |
| Partizán de Belgrado Serbia           | 1.ª           | 2020-21       | 16    | 0     | 0                | 0                | 2                     | 0                     | 18    | 0     |
| Partizán de Belgrado Serbia           | Total club    | Total club    | 16    | 0     | 0                | 0                | 2                     | 0                     | 18    | 0     |
| F. C. Kairat Almaty · Kazajistán      | 1.ª           | 2021          | 6     | 0     | 5                | 0                | 10                    | 1                     | 21    | 1     |
| F. C. Kairat Almaty · Kazajistán      | 1.ª           | 2022          | 8     | 0     | 3                | 0                | 2                     | 0                     | 13    | 0     |
| F. C. Pari Nizhni Nóvgorod · Rusia    | 1.ª           | 2022-23       | 1     | 0     | 0                | 0                | ―                     | ―                     | 1     | 0     |
| F. C. Pari Nizhni Nóvgorod · Rusia    | Total club    | Total club    | 1     | 0     | 0                | 0                | 0                     | 0                     | 1     | 0     |
| F. C. Kairat Almaty · Kazajistán      | 1.ª           | 2023          | 11    | 1     | ―                | ―                | ―                     | ―                     | 11    | 1     |
| F. C. Kairat Almaty · Kazajistán      | Total club    | Total club    | 25    | 1     | 8                | 0                | 12                    | 1                     | 45    | 2     |
| F. K. TSC Serbia                      | 1.ª           | 2023-24       | 0     | 0     | ―                | ―                | ―                     | ―                     | 0     | 0     |
| F. K. TSC Serbia                      | 1.ª           | 2024-25       | 6     | 1     | 0                | 0                | 0                     | 0                     | 6     | 1     |
| F. K. TSC Serbia                      | Total club    | Total club    | 6     | 1     | 0                | 0                | 0                     | 0                     | 6     | 1     |
| Total carrera                         | Total carrera | Total carrera | 155   | 5     | 14               | 0                | 23                    | 1                     | 192   | 6     |

## Palmarés

### Campeonatos nacionales
| Título             | Club                     | País       | Año  |
| ------------------ | ------------------------ | ---------- | ---- |
| Copa de Eslovenia  | N. K. Olimpija Ljubljana | Eslovenia  | 2019 |
| Copa de Kazajistán | F. C. Kairat Almaty      | Kazajistán | 2021 |

### Campeonatos regionales
| Título        | Club                | Región   | Año     |
| ------------- | ------------------- | -------- | ------- |
| Copa Cataluña | F. C. Barcelona "B" | Cataluña | 2013-14 |